# Piedra del Tratado

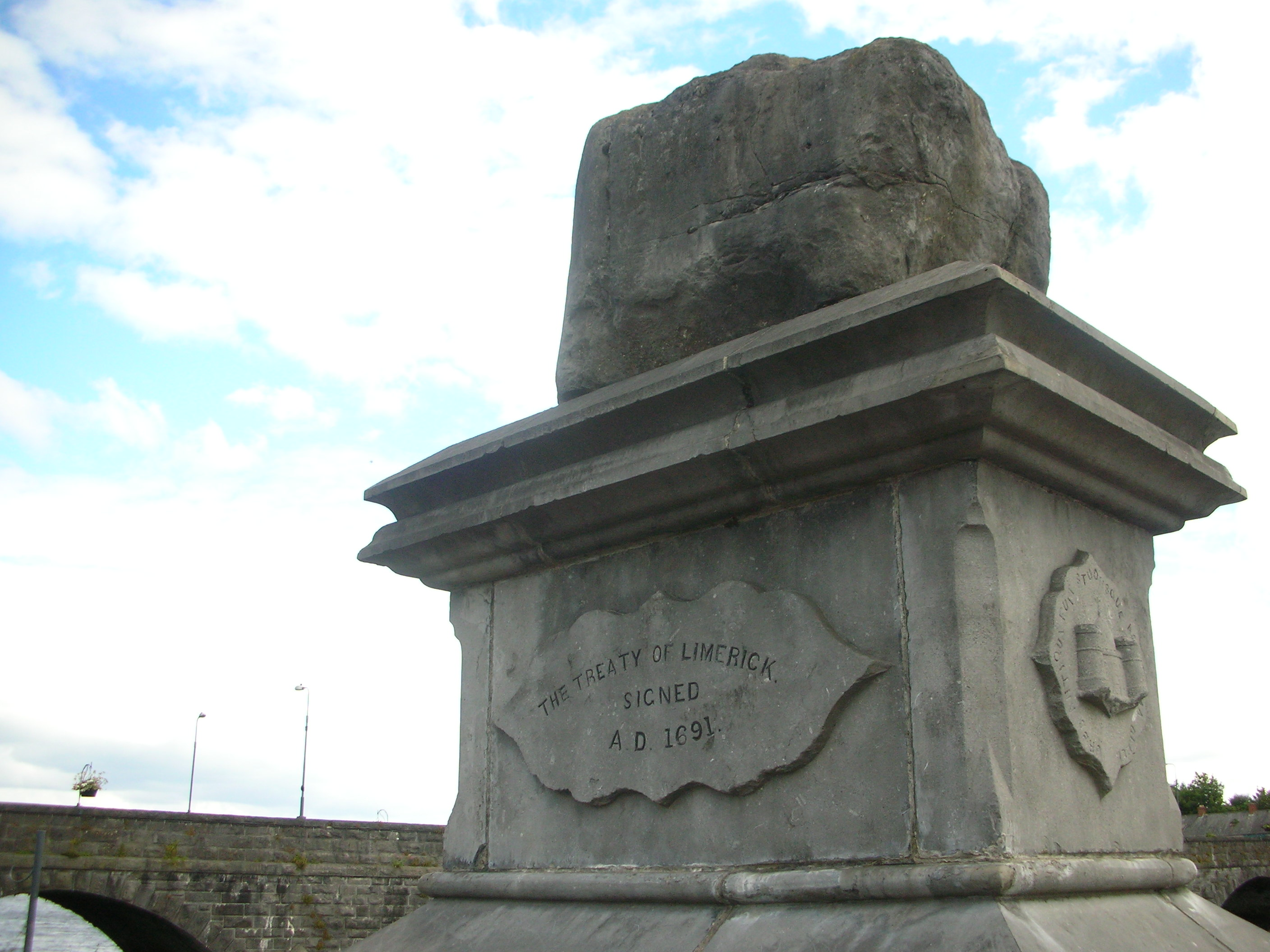
La Treaty Stone, sobre la cual se supone que se firmó el Tratado de Limerick.

La Piedra del Tratado (en inglés, Treaty Stone) es el nombre que recibe la piedra sobre la que, supuestamente, se firmó el Tratado de Limerick, que puso fin a la guerra entre Jacobitas y Guillermistas (partidarios de Guillermo III de Inglaterra) en 1691. Antes de su uso para esta firma, la piedra era aparentemente empleada por los habitantes de Limerick para subir y bajar de sus caballos al entrar o salir de la ciudad. El lugar de la firma, sobre la piedra, fue elegido por ser un lugar visible para ambos ejércitos desde ambas orillas del río.
La Piedra se encuentra desde hace unos años expuesta en la ciudad de Limerick, junto al Thomond Bridge, que cruza el río Shannon en dirección al Castillo del Rey Juan.